# Espermaticida
Un espermaticida és una substància química que altera la mobilitat o destrueix els espermatozoides. S'han d'introduir a la vagina abans de l'acte sexual. Són fàcils d'usar, però poden causar picor o irritació a la vagina. Tenen una eficàcia baixa; poden millorar si s'usen conjuntament amb un diafragma o un preservatiu.